# Springendal & Dal van de Mosbeek
Springendal & Dal van de Mosbeek is een Nederlands Natura 2000-gebied. Het ligt in de provincie Overijssel, op het grondgebied van de gemeenten Dinkelland en Tubbergen, vlak bij de Duitse grens. Er zijn geen direct aangrenzende Natura 2000-gebieden.
Het gebied ligt op de stuwwal van Ootmarsum. Het dankt zijn grote verscheidenheid voor een groot deel aan het aanwezige reliëf met opgestuwde heuvelruggen, waarin een aantal erosiedalen is uitgeschuurd. In de dalen is het oude kleinschalige cultuurlandschap met een afwisseling van bos, heide en beekjes herkenbaar. Keileem afzettingen en glauconiethoudende kleien in de ondergrond maken het gebied zeer gevarieerd en rijk aan bronnen. In het Springendal, het dal van de Mosbeek en Hazelbekke komen natte schraalgraslanden, waaronder kalkmoeras en trilveenvegetaties, bronbos, jeneverbesstruwelen, droge en vochtige heiden en heischrale graslanden voor. Graslanden en heiden worden er afgewisseld met bos, struweel en houtwallen.

## Natuurwaarden
Langs de Hazelbekke, Mosbeek en Springendalse beek staan bronbossen met een ondergroei van bittere veldkers, verspreidbladig goudveil, paarbladig goudveil en verschillende zeggesoorten. Langs de Hazelbekke zijn ook alpenheksenkruid en schedegeelster aanwezig. Plantensociologisch wordt dit gelabeld als goudveil-essenbos en elzenzegge-elzenbroek. Indien bronnen niet zijn beschaduwd komen kenmerkende weidebronsoorten zoals groot bronkruid, klimopwaterranonkel en beekstaartjesmos voor.
De beekbegeleidende graslanden bestaan uit orchideeënrijke veldrushooilanden en kleine zeggegemeenschappen. In de Springendalse beek komt de beekprik voor. Deze gebruikt zonbelichte grindbanken in het bovenstroomse deel van de beek om te paren en eieren af te zetten. In de Mosbeek is de kleine modderkruiper aangetroffen. De Molen van Frans en die van Bels langs de Mosbeek zijn bekende broedplaatsen voor de grote gele kwikstaart. In de grootste bronvijver in het Springendal komt drijvende waterweegbree voor in een begroeiing waarin gewoon bronmos domineert.
Het brongebied van de Mosbeek neemt een unieke plaats in binnen het Natura 2000netwerk. Hier bevindt zich een bronveentje met op een kleine oppervlakte een grote variatie aan vegetatietypen. De continue toevoer van basenhoudend water maakt het tot alkalisch laagveen en voedt een vegetatie met kenmerken van de associatie van vetblad en vlozegge. Voorkomende soorten zijn onder meer vetblad, vlozegge, armbloemige waterbies, veenorchis en parnassia. Op wat hogere plekken bevindt zich een heischrale vegetatie met onder andere klokjesgentiaan en blauwe knoop en soortenrijke natte heide met onder meer beenbreek. Naast het brongebied van de Mosbeek bevindt zich in de Reuterij nog een tweede groeiplaats van vetblad en parnassia. In een bronweide langs de Hazelbekke komen waterdrieblad, ronde zegge, kleine valeriaan, brede orchis en moerasvaren voor.
Grotere gebieden met  vochtige heide liggen op de Manderheide, het Vassergrafveld en in het noordelijke deel van Paardenslenkte. Op de Strengen, een voormalige maïsakker, verschenen verschillende soorten van natte en droge heide, waaronder grote wolfsklauw, stekelbrem, kruipbrem, moeraswolfsklauw en kleine zonnedauw. Er ontwikkelt zich daarnaast een nieuw jeneverbesstruweel. Oudere jeneverbesstruwelen zijn er op de  Braamberg en de Tutenberg, de Vasserheide, het Ootmarsumer veld, de Manderheide en in het Springendal. Droge heiden met overgangen naar soortenrijke heischrale graslanden komen voor op de Vasserheide, de Manderheide, de Manderstreu en de Paardenslenkte. Voor Twente zijn deze droge gebiedsdelen kerngebieden van de zandhagedis en de hazelworm. De Cirkels van Jannink ontwikkelen zich naar heischraal grasland en droge heide.
In de westelijke uitloper van het Natura 2000-gebied vormt het kleinschalige houtwallenlandschap van de Mandermaten het enige leefgebied van het vliegend hert in Twente. De larven ontwikkelen zich in en om de oude stobben van zomereik, terwijl de kevers zich voeden aan de sapplekken op de bomen. De kamsalamander is bekend van enkele poelen in de Manderstreu.
De deels oude bossen in het gebied zijn bijzonder rijk aan spechten, vooral de kleine bonte specht valt er op. Andere karakteristieke vogelsoorten zijn wespendief, havik, fluiter en appelvink. Geregeld worden raven opgemerkt, maar het is onduidelijk of ze hier ook broeden.